# Jumpsaling

Jumpsztagi (10) biegnące przez noki jumpsalingów (9), pomiędzy którymi zamocowano sztag (16)

Jumpsaling – skierowana w stronę dziobu rozpórka jumpsztagu, zamocowana w okolicy topu masztu. Stosowany w takielunku ułamkowym układ jumpsztag - jumpsaling przeciwdziała wyginaniu masztu do tyłu, pomiędzy mocowaniem sztagu a mocowaniem achtersztagu (lub baksztagów). Jumpsalingi, podobnie jak jumpsztagi często występują parami, tworząc literę "V". Pomiędzy nimi przebiega sztag.